# Honvéd Budapesta
Honvéd Budapesta este un club de fotbal din capitala Ungariei, Budapesta. În sezonul 2008-2009 a terminat pe locul 13 în Ungaria și a câștigat Cupa Ungariei.

## Palmares
- Nemzeti Bajnokság I(13)
  - Campioni : 949–50, 1950, 1952, 1954, 1955, 1980, 1984, 1985, 1986, 1988, 1989, 1991, 1993

- Cupa Ungariei(7)
  - Câștigători : 1926, 1964, 1985, 1989, 1996, 2007, 2009

- Mitropa Cup(1)
  - Campioni : 1959

## Jucători faimoși
| - Tibor Bábik - József Bozsik - László Budai - Zoltán Czibor - Lajos Détári - Gábor Egressy - Imre Garaba - Gyula Grosics - Gábor Halmai - Miklós Herczeg - Béla Illés - Lajos Kocsis - Sándor Kocsis - Antal Kotász - Kálmán Kovács | - Gyula Lóránt - István Nyers - Ferenc Machos - János Mátyus - Ferenc Puskás I - Ferenc Puskás II - Rezső Rozgonyi - Rezső Somlai - Lajos Tichy - Sándor Torghelle - István Vincze - Krisztián Vadócz |

## Antrenori notabili
- Ferenc Puskás I:194x–47, 1948–51
- Béla Guttmann: 1947–48, 1957
- Jenő Kálmár: 1952–56
- Gyula Lóránt: 1962–63
- József Bozsik: 1966–67
- Lajos Tichy: 1976–82
- Imre Komora: 1982–86,  1987, 1997–98, 1999
- Martti Kuusela: 1992–94
- Lajos Détári: 2002
- Aldo Dolcetti: 2005–2007
- Attila Supka: 2007–2008